# Genitální bradavice
Genitální bradavice, jinak též kondylom (pl. kondylomy r.m. nebo kondylomata r.s.; latinsky condylomata acuminata), venerické bradavice, anální bradavice, případně anogenitální bradavice, jsou vysoce nakažlivou sexuálně přenosnou infekcí, způsobenou některým z podtypů lidského papilomaviru (HPV). Šíří se prostřednictvím přímého kontaktu během orálního, genitálního či análního sexu s infikovaným partnerem. Bradavice jsou nejsnadněji rozpoznatelným příznakem genitální HPV infekce. Mohou být způsobeny HPV kmeny 6, 11, 30, 42, 43, 44, 45, 51, 52 a 54; a za 90 % případů genitálních bradavic jsou zodpovědné HPV typy 6 a 11. Jiné typy HPV způsobují karcinom děložního hrdla a většinu z análních karcinomů.

## Epidemiologie
Genitální HPV infekce mají ve Spojených státech odhadovanou prevalenci mezi 10 až 20 % a klinický projev u 1 % dospělé sexuálně aktivní populace. Přibližně 80 % nakažených je ve věku 17–33 let. Přestože léčba může bradavice odstranit, neodstraní HPV, takže po léčbě může dojít k opětovnému vzniku bradavic (v 50–73 % případů), či jejich spontánnímu vymizení.

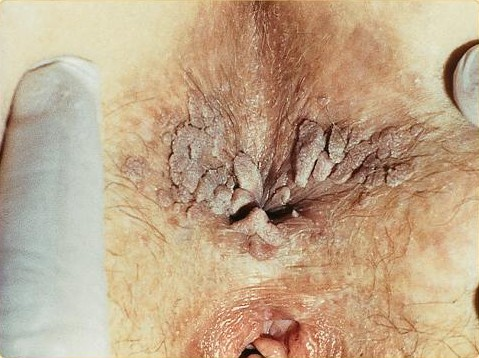
genitální bradavice kolem řitního otvoru
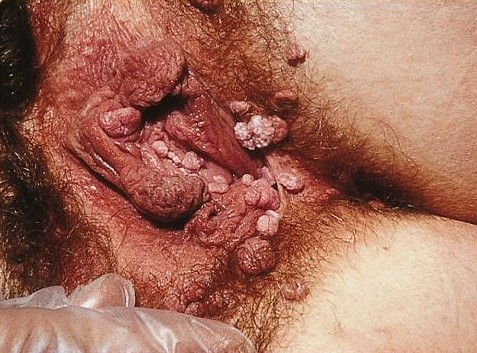
genitální bradavice u ženy
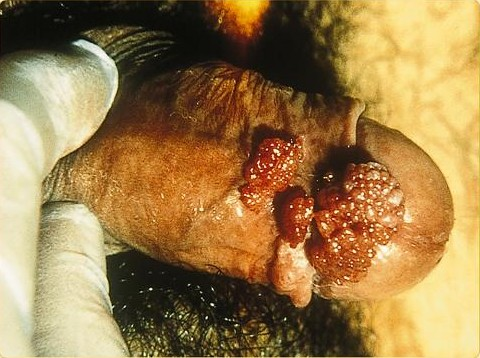
genitální bradavice u muže

## Vyšetření
Genitální bradavice můžeme obvykle identifikovat podle jejich vzhledu. Pro jejich lepší zviditelnění lékaři při diagnostice používají roztok kyseliny octové. Důležité je jejich odlišení od zhoubného kožního bujení (rakoviny), proto při nejisté diagnóze má být vždy odebrán vzorek tkáně k mikroskopickému vyšetření. Totéž platí pro ženy s bradavicemi na děložním hrdle. Odebrané vzorky jsou následně odeslány na HPV DNA test, s jehož pomocí lze stanovit, zda se jedná o typ viru HPV, který je zodpovědný za vznik karcinomu děložního čípku.

## Léčba genitálních bradavic
Léčba genitálních bradavic patří vždy do rukou lékaře. Rozhodně nepoužívejte k jejich léčbě volně dostupné přípravky, které si koupíte v lékárně. Vždy navštivte kožního lékaře, který vám předepíše vhodná léčiva a doporučí vhodný postup léčby.
Mezi nejčastěji používané způsoby léčby genitálních bradavic patří přípravky Aldara (Imiquimod) a Condylox, Wartec či Warticon (Podophylox). Kromě krémů se genitální bradavice také odstraňují s pomocí kryochirurgie, kyseliny trichloroctové anebo s pomocí elektrokauterizace, laserové ablace či chirurgické excize. Lze také použít interferony.